# Dia Mundial dos Correios

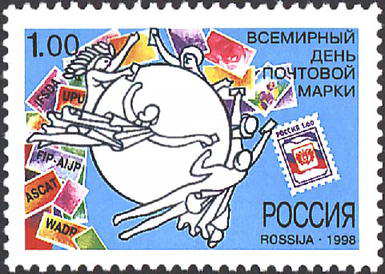
Selo russo de 1998 emitido no Dia Mundial dos Correios

O Dia Mundial dos Correios é um dia internacional que ocorre todos os anos em 9 de outubro, aniversário da União Postal Universal (UPU), que começou em 1874 na Suíça. A UPU foi o início da revolução das comunicações globais, introduzindo a possibilidade de escrever cartas para outras pessoas em todo o mundo. O Dia Mundial dos Correios começou em 1969. Desde então, países de todo o mundo participam de comemorações para destacar a importância do serviço postal. Muitas coisas acontecem nesse dia. Em alguns países, as agências dos correios realizam exposições especiais de coleções de selos; há dias de portas abertas nas agências postais e workshops sobre a história dos correios. A UPU organiza um concurso internacional de redação de cartas para jovens. Desde 1969, a UPU anuncia anualmente os melhores serviços postais do ano no dia 9 de outubro.
Os sistemas postais estão em operação há muitos séculos. Desde o início da história, as pessoas enviavam cartas umas às outras. Elas eram entregues a pé ou a cavalo por mensageiros especiais. A partir de 1600, os primeiros sistemas nacionais de postagem começaram a surgir em muitos países. Esses sistemas eram mais organizados e muitas pessoas podiam usá-los. Gradualmente, os países concordaram em trocar correspondências internacionalmente. No final do século XIX, havia um serviço postal global, mas era lento e complicado. O surgimento da UPU em 1874 abriu caminho para o eficiente serviço postal que existe hoje. Em 1948, a UPU tornou-se uma agência das Nações Unidas.

## História
O dia 9 de outubro foi declarado Dia Mundial dos Correios pela primeira vez no Congresso da UPU de 1969, em Tóquio, no Japão. A proposta foi apresentada por Shri Anand Mohan Narula, um membro da delegação indiana. Desde então, o Dia Mundial dos Correios é comemorado em todo o mundo para destacar a importância dos serviços postais.